# Нехнабж
Нехнабж (пол. Niechnabrz) — село в Польщі, у гміні Котунь Седлецького повіту Мазовецького воєводства.
Населення — 114 осіб (2011).
У 1975-1998 роках село належало до Седлецького воєводства.

## Демографія
Демографічна структура станом на 31 березня 2011 року:
|          | Загалом | Допрацездатний вік | Працездатний вік | Постпрацездатний вік |
| -------- | ------- | ------------------ | ---------------- | -------------------- |
| Чоловіки | 55      | 14                 | 31               | 10                   |
| Жінки    | 59      | 11                 | 26               | 22                   |
| Разом    | 114     | 25                 | 57               | 32                   |